# 熊野丸
熊野丸（くまのまる）は、大日本帝国陸軍が建造した揚陸艦。全通式飛行甲板を有し、軽空母としての性格も持つ、現代で言う強襲揚陸艦のような船であると言える。陸軍特殊船（軽空母）あきつ丸の改良型である。日本陸軍における分類は特殊船。太平洋戦争中に護衛空母機能を有する上陸用舟艇母船として起工されたが、完成が1945年（昭和20年）3月のため実戦使用されないまま終戦を迎えた。引き揚げ船として使用後、解体された。

## 建造
日本陸軍は、島国という地理的事情のため早くから渡洋作戦および上陸戦に対する関心が深かった。当初、上陸作戦時の制空権確保や対地支援任務は大日本帝国海軍の航空母艦が担当し、日本陸軍は上陸後に飛行場を建設するか復旧させて航空作戦を実施しようという意図であったが、陸軍は「日本の土木作業力を鑑みて、飛行場に頼らず継続的な航空作戦を可能とする空母が必要である。」との認識に至った。この方針により、1930年代から陸軍特殊船と称される揚陸艦を研究し、建造を開始した。第一船の神州丸（8,160トン）は1934年（昭和9年）に竣工した。神州丸はカタパルトを装備して飛行機を射出できるが着艦用の飛行甲板を持たず、発進した飛行機は味方が占領した敵飛行場に着陸するか、洋上に不時着して搭乗員のみ回収することになっていた。
第二船のあきつ丸（9,191トン）は飛行甲板と飛行機格納庫を有するが、日本海軍の航空母艦と比較すると問題点も散見される。
太平洋戦争が勃発すると揚陸戦艦艇の需要は高まったが、十分な数を揃えられなかった。そこで戦時標準船に代表される計画造船の一環としても特殊船4隻の建造が行われることになった。戦時型の特殊船は一般の戦時標準船各型と並んでM型に分類され、うち2隻は標準的な舟艇母船のM甲型、2隻は上陸戦支援のための航空機発進能力を有するM丙型として計画された。なお、完全な軍用船ではあるが、民間海運会社保有の商船名目で建造し、徴用の形で陸軍管理下で運航する方式を採った。
このM丙型1番船として計画されたのが「熊野丸」である。1944年（昭和19年）3月から着工のM甲型（日向丸）に続いて、3隻（摂津丸、熊野丸、ときつ丸）は日立因島造船所で建造されることになった。名目上の船主は川崎汽船である。空母類似の全通飛行甲板による航空機運用能力を持つ特殊船としては、戦前計画の「あきつ丸」に続き2隻目となる。ただし、この時点での航空機運用は上陸戦時の支援戦闘が目的で、飛行甲板は発進専用、使用後は陸上飛行場に着陸させる計画だった。
ところが、「熊野丸」が未着工のうちに太平洋戦争の戦局は次第に悪化、特にアメリカ海軍潜水艦による輸送船被害の増大が問題となった。日本陸軍は、海軍による海上護衛が十分でないと不満を抱き、1943年（昭和18年）8月から陸軍船舶兵が運用する独自の対潜空母（護衛空母）の保有や建造を検討し始めた。日本海軍との折衝の末、「あきつ丸」およびM丙型にカ号観測機や三式指揮連絡機を運用できる護衛空母機能を追加することと、護衛空母兼用タンカーである特TL型戦時標準船を建造することが、1944年（昭和19年）3月までに決定された。その結果、未着工の「熊野丸」も護衛空母化の対象となり、海軍協力の下で設計が変更されることになった。
「熊野丸」は1944年（昭和19年）8月15日に起工。1945年（昭和20年）1月28日に進水、同年3月31日に竣工した。ただし、艤装のうち高射砲など兵装の搭載は行われていない。

## 設計
基本構造は他の陸軍特殊船と同様の舟艇母船で、第二次戦時標準設計船に準じた簡易構造となっている。船体の水線近くを全通式の舟艇格納庫としている。船尾に発進口がある。兵員搭載状態の大発動艇を格納庫内に敷かれたコロを使って連続発進させることが可能だった。大発動艇13隻、九七式中戦車を搭載した特大発動艇12隻を搭載できた。
「あきつ丸」と異なって当初から海軍の協力を得て設計されたため、日本海軍の商船改造空母（大鷹型航空母艦）に準じた構造を有する。先行艦（神州丸、あきつ丸）と比較して、より洗練された航空機運用機能を持つようになった。「あきつ丸」の外観は飛行甲板右舷脇に船橋や煙突が屹立した島型（アイランド型）空母だったのに対し、「熊野丸」では煙突を日本海軍の軽空母と同様に舷側開口とし、船橋も飛行甲板下に収納した平甲板型（フラッシュデッキ型／フラットトップ型）空母へと大きく変わった。デリックポストの位置も、竣工時の「あきつ丸」のような船尾中央ではなく、発着の邪魔にならない左舷後部に最初から装備された。飛行甲板後端にはエレベーターが設けられ、甲板下の航空機格納庫から搭載機を移動できる。このエレベーターはウィンチを利用した揚貨台で、飛行甲板は他の日本海軍空母のように船尾端までおよばない。
着艦制動装置は「あきつ丸」と同様で、陸軍が萱場製作所に独自開発させたものを使用する予定だった。なお、飛行甲板に迷彩塗装が施されていたが、当初からの計画なのか、係留状態でのカモフラージュとして行われたものか不明である。
航空機輸送艦として用いる場合、四式戦闘機疾風を飛行甲板に18機繋止、格納庫に17機、計35機を収容できた。対潜哨戒機として、先行艦（あきつ丸）と同様に三式指揮連絡機を8機搭載予定であった。
武装は先行艦（あきつ丸）より強力となり、八八式七糎野戦高射砲（7.5センチ単装）を船体左舷のスポンソンに5門、右舷側スポンソンに3門を装備した。対空機銃は艦首と艦尾に集中し、艦首に九八式二十粍高射機関砲（20mm単装）2門、艦尾に4門を装備した。また艦尾に爆雷投射機の代用兵器として二式十二糎迫撃砲2門を装備した。

## 運用等
「熊野丸」の建造中にさらなる戦局の悪化が進み、竣工した1945年（昭和20年）3月末の時点で、日本側は南シナ海や東シナ海の制空権・制海権を喪失していた。ヒ船団などの南方資源航路も閉鎖状態にあった。以前のような潜水艦の脅威だけでなく、アメリカ軍機動部隊と陸軍航空機の脅威が増大しており、計画された対潜護衛空母としての運用が可能な情勢ではなくなっていた。そのため、一応は竣工した「熊野丸」も、一度も実用航海に出ないまま陸軍船舶の本拠地である宇品港金輪島に係留された。教育中の船舶砲兵の見学に使用された程度で、兵装も搭載されず、カモフラージュを施して攻撃を免れるだけとなった。宇品周辺では呉軍港空襲や広島市への原子爆弾投下などがあったが、「熊野丸」が大きな損害を受けることは無かった。

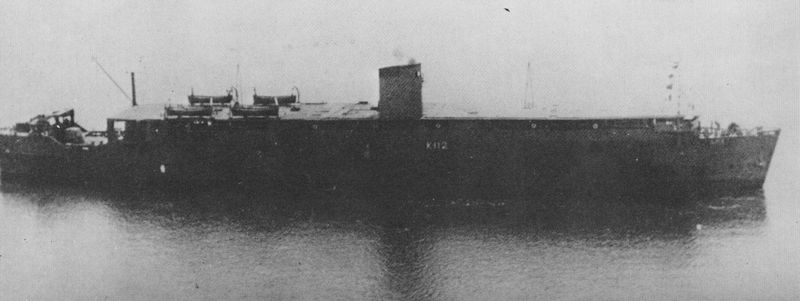
引き揚げ船として使用中の「熊野丸」。煙突が直立式に改められ、飛行甲板上に救命ボートが搭載されるなど外観が変化している。

行動可能な状態で終戦の日を迎えた「熊野丸」は、海外からの復員兵・引揚者輸送に使用されることになった。スカジャップ (SCAJAP) ナンバーは「Ｋ112」である。
引揚船としての使用のため、煙突は飛行甲板を貫通した右舷寄りの直立式に変更され、救命ボートの増加搭載などの改装工事が施されている。格納庫などは蚕棚と通称される多段式ベッドを設置して居住空間となり、最大収容人員は約4,000人とされた。
葫芦島在留日本人大送還に加わって満州方面の引揚者を1回輸送しただけとする説もあるが、乗船した復員兵らによれば、1946年（昭和21年）2月にショートランド諸島ファウロ島から復員兵3,610人を輸送。記録では大型船2隻（有馬山丸、熊野丸）でブーゲンビル島タロキナ岬（トロキナ、Torokina Rural LLG）から浦賀に約7,000名を輸送。
1947年（昭和22年）5月にはジャワ島から復員兵約2,000人を輸送、6月にはビルマのラングーンからの復員輸送など各地に赴いている。
引き揚げ輸送に目途がついた後、廃船となった「熊野丸」は川崎重工業艦船工場(神戸)にて解体されることになった。1947年（昭和22年）11月4日から翌1948年（昭和23年）8月31日までに解体され、3,800トンのスクラップとなった。設計的には商船への改装も可能だったと思われるが、元は航空母艦機能を有した点が軍備解体との関係で問題視され、GHQからの許可が得られなかった。船体の2重底は川崎重工業艦船工場の1,000トン浮きドックとして再利用された。

## 同型船
同じM丙型特殊船として計画された船として、「ときつ丸」（日本海運）がある。1944年（昭和19年）10月に同じ日立因島造船所で起工されたが、途中で設計変更されて護衛空母機能を省き、M甲型に類似した船型で建造が進められた。資材欠乏のため終戦時に進水前の状態で、貨物船へと再度の設計変更を受けて、一般商船として竣工した。